# Boing
Boing é um canal de televisão da Itália, que pertence à Boing S.p.A. (Mediaset 51%, TBS Europe 49%), dedicado ao público infantil, foi fundado em 20 de dezembro de 2004. Disponível também na França, na Espanha e na África, que pertence à WarnerMedia (subsidiária AT&T).

## História
Em 30 de julho de 2004, a Mediaset e a Turner Broadcasting System assinaram um acordo para um canal digital para crianças. Em 26 de outubro de 2004, Boing substitui TV VJ, com um sinal do slogan Boing, In arrivo. Boing foi lançado 20 de novembro de 2004 às 20:00 na televisão digital terrestre italiana, se tornar o primeiro canal de televisão aberta italiana, dedicado exclusivamente ao entretenimento de crianças e jovens com uma programação de 24 horas por dia. Em particular, é inserido no multiplex Mediaset 1 (pertencente ao Elettronica Industriale, o grupo de Mediaset) para substituir VJ TV que deixa de transmitir simultaneamente. Em 2018, o Boing estreou no Chile como um bloco no canal Chilevisión.

## Logo

Primeiro logo, utilizado desde 20 de novembro de 2004 até 7 de março de 2016.
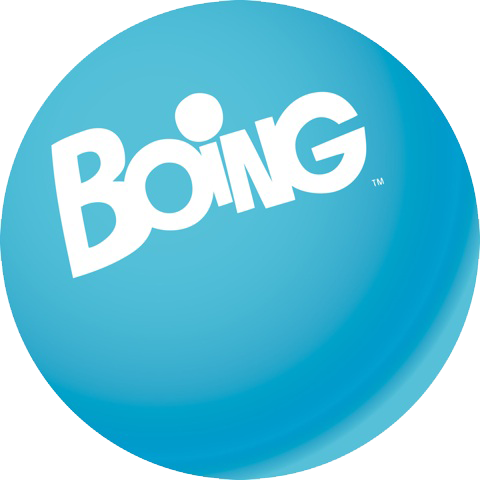
Logo utilizado em 2008.